# 普定路
普定路，元朝时设置的路。
大德七年（1303年）改普定府置，治所在今贵州省安顺市扬武。辖境相当今贵州省安顺市及普定、平坝等县地。属曲靖宣慰司。明朝洪武十四年（1381年）复改为普定府。 